# Maximilian Nicu
Maximilian Nicu (nacido en 25 de noviembre de 1982, Prien am Chiemsee, Baviera) es un futbolista rumano -alemán que juega en la posición de mediocampista en el equipo de fútbol alemán TSV 1860 Múnich.

## Carrera internacional
Maximilian Nicu recibió el 17 de marzo de 2009 la ciudadanía rumana y fue seleccionado para la selección nacional de fútbol de Rumania.

## Clubes
| Club               | País     | Año         | Partidos | Goles |
| SpVgg Unterhaching | Alemania | 2002 - 2004 | 23       | 2     |
| Rot-Weiss Erfurt   | Alemania | 2004        | 13       | 0     |
| SV Wehen           | Alemania | 2005 - 2006 | 48       | 20    |
| Wacker Burghausen  | Alemania | 2006 - 2007 | 31       | 6     |
| SV Wehen           | Alemania | 2007 - 2008 | 32       | 6     |
| Hertha BSC         | Alemania | 2008 - 2010 | 43       | 3     |
| SC Freiburg        | Alemania | 2010 - 2012 | 27       | 0     |

- Datos: Q524724
- Multimedia: Maximilian Nicu / Q524724